# عابدی
عابدی (منسوب به عابد) یک نام خانوادگی است. افراد شاخص با این نام از این قرارند:
- جواد عابدی، هنرپیشه، تهیه‌کننده، نویسنده و کارگردان فیلم ایرانی سینما و تلویزیون
- حسن عابدی جعفری، وزیر بازرگانی اهل ایران
- حیدر علی عابدی، سیاستمدار اهل ایران
- داود عابدی آملی، مهندس شیمی اهل ایران
- سید صادق عابدی، ورزشکار اهل ایران
- علی عابدی، بازیکن فوتبال اهل ایران
- غلامعلی عابدی، سیاستمدار اهل ایران
- فرید عابدی، بازیکن فوتبال اهل ایران
- محمدکریم عابدی، سیاست‌مدار اهل ایران
- محمود عابدی، مترجم اهل ایران
- مرتضی عابدی، بازیکن بسکتبال با ویلچر اهل ایران
- مهرداد عابدی، پژوهشگر اهل ایران
- نگار عابدی، بازیگر زن اهل ایران
- نورالله عابدی، سیاست‌مدار اهل ایران

## نام‌های مشابه
- همت عابدی‌نژاد، بازیکن فوتبال اهل ایران